# 토르 디 발레역
토르 디 발레역(이탈리아어: Stazione di Tor di Valle)은 로마 토리노에 위치한 로마-리도 선의 철도역이다. 토르 디 발레라는 이름은 근처의 이포드로모 토르 디 발레라는 이름을 따서 붙여졌다. 이 역은 로마-리도 선에서 대피선이 없는 유일한 역이다.

## 역사
토르 디 발레역은 1961년 6월 3일 개업했다. 2014년 현재 역의 재설계 여부에 관해 논의가 지속되고 있다.

## 시설
토르 디 발레역에는 다음과 같은 시설이 있다.
- 매표기
- 파크 앤드 라이드 시설

## 역 주변
- 이포드로모 토르 디 발레